# Kat Stewart
Kat Stewart, född 30 november 1972 i Bairnsdale, Victoria, är en australisk skådespelare.
Stewart har bland annat medverkat i TV-serierna Offspring, One Night samt Five Bedrooms.

## Filmografi (i urval)
- 2010–2017 – Offspring (TV-serie)
- 2019–2023 – Five Bedrooms (TV-serie)
- 2023 – One Night (TV-serie)